# Molí del Mas Barris
El Molí del Mas Barris és una obra de Palafrugell (Baix Empordà) protegida com a Bé Cultural d'Interès Local.

## Descripció
Es tracta d'un molí de vent de roda, metàl·lic per pouar aigua a l'hort del mas Barris. Juntament amb el molí trobem el pou i un safareig. El mecanisme del molí és al cim d'una torreta d'obra cilíndric que es dreça a sobre del pou. Manté l'arrebossat en bona part, el qual havia havia estat acolorit amb un to vermellós. El molí de ferro és de quatre pales en forma d'aspes; sembla conservar tots els elements externs, excepte el governall o timó.
Cal ponderar la conservació dels pocs molins d'aquest tipus que encara queden, ja que n'han desaparegut molts. Són testimoni d'un primer aprofitament de l'energia eòlica per a millorar l'agricultura del país.

## Història
Sembla que aquest molí pertany al segon període del constructor "Serreta", Antoni Planas, de Cassà de la Selva.